# ماريوس غابرييل
ماريوس غابرييل (بالإنجليزية: Marius Gabriel)‏ (13 نوفمبر 1954، مافكينج في جنوب أفريقيا)؛ روائي جنوب أفريقي.